# Квартальнов Дмитро В'ячеславович
Дмитро Квартальнов (рос. Дмитрий Квартальнов, нар. 25 березня 1966, Воскресенськ) — радянський, пізніше російський, хокеїст, що грав на позиції крайнього нападника. Грав за збірну команду СРСР та збірну Росії. Згодом хокейний тренер.

## Ігрова кар'єра
Хокейну кар'єру розпочав 1982 року виступами за команду «Хімік» (Воскресенськ) в СРСР.
1992 року був обраний на драфті НХЛ під 16-м загальним номером командою «Бостон Брюїнс».
Протягом професійної клубної ігрової кар'єри, що тривала 27 років, захищав кольори команд «Хімік» (Воскресенськ), «Ак Барс», «Крила Рад» (Москва), «Сєвєрсталь», «СКА» (Калінін), «Бостон Брюїнс», «Амбрі-Піотта», «Клагенфурт», «Мангейм» та «Йокеріт».
Загалом провів 116 матчів у НХЛ, включаючи 4 гри плей-оф Кубка Стенлі.
Виступав за збірну СРСР, провів 17 ігор в її складі. 1996 року взяв участь у 8 іграх збірної Росії.

## Тренерська робота
З 2009 року працює тренером. Працював з командами КХЛ «Сєвєрсталь», «Сибір» та ЦСКА. 2017 року призначений головним тренером ярославльського «Локомотива».

## Статистика

### Клубні виступи
| Сезон        | Клуб                   | Ліга         | Регулярний сезон | Регулярний сезон | Регулярний сезон | Регулярний сезон | Регулярний сезон | Плей-оф | Плей-оф | Плей-оф | Плей-оф | Плей-оф |
| Сезон        | Клуб                   | Ліга         | І                | Г                | П                | О                | ШХ               | І       | Г       | П       | О       | ШХ      |
| ------------ | ---------------------- | ------------ | ---------------- | ---------------- | ---------------- | ---------------- | ---------------- | ------- | ------- | ------- | ------- | ------- |
| 1982–83      | «Хімік» (Воскресенськ) | СРСР         | 7                | 0                | 0                | 0                | 0                | —       | —       | —       | —       | —       |
| 1983–84      | «Хімік» (Воскресенськ) | СРСР         | 2                | 0                | 0                | 0                | 0                | —       | —       | —       | —       | —       |
| 1984–85      | «СКА» (Калінін)        | СРСР-2       |                  |                  |                  |                  |                  | —       | —       | —       | —       | —       |
| 1985–86      | «СКА» (Калінін)        | СРСР-2       | 64               | 33               | 14               | 47               | 42               | —       | —       | —       | —       | —       |
| 1986–87      | «Хімік» (Воскресенськ) | СРСР         | 40               | 11               | 6                | 17               | 28               | —       | —       | —       | —       | —       |
| 1987–88      | «Хімік» (Воскресенськ) | СРСР         | 43               | 16               | 11               | 27               | 16               | —       | —       | —       | —       | —       |
| 1988–89      | «Хімік» (Воскресенськ) | СРСР         | 44               | 20               | 12               | 32               | 18               | —       | —       | —       | —       | —       |
| 1989–90      | «Хімік» (Воскресенськ) | СРСР         | 46               | 25               | 29               | 54               | 33               | —       | —       | —       | —       | —       |
| 1990–91      | «Хімік» (Воскресенськ) | СРСР         | 42               | 12               | 10               | 22               | 18               | —       | —       | —       | —       | —       |
| 1991–92      | «Сан Дієго Гулс»       | МХЛ          | 77               | 60               | 58               | 118              | 16               | 4       | 2       | 0       | 2       | 2       |
| 1992–93      | «Хімік» (Воскресенськ) | МХЛ          | 3                | 0                | 0                | 0                | 0                | —       | —       | —       | —       | —       |
| 1992–93      | «Бостон Брюїнс»        | НХЛ          | 73               | 30               | 42               | 72               | 16               | 4       | 0       | 0       | 0       | 0       |
| 1993–94      | «Бостон Брюїнс»        | НХЛ          | 39               | 12               | 7                | 19               | 10               | —       | —       | —       | —       | —       |
| 1993–94      | «Провіденс Брюїнс»     | АХЛ          | 23               | 13               | 13               | 26               | 8                | —       | —       | —       | —       | —       |
| 1994–95      | «Амбрі-Піотта»         | НЛА          | 27               | 24               | 18               | 42               | 30               | 3       | 2       | 0       | 2       | 2       |
| 1995–96      | «Амбрі-Піотта»         | НЛА          | 30               | 21               | 37               | 58               | 36               | —       | —       | —       | —       | —       |
| 1996–97      | «Амбрі-Піотта»         | НЛА          | 44               | 30               | 32               | 62               | 30               | —       | —       | —       | —       | —       |
| 1997–98      | «Клагенфурт»           | AUT          | 24               | 16               | 19               | 35               | 47               | 12      | 10      | 9       | 19      | 6       |
| 1998–99      | «Клагенфурт»           | AUT          | 22               | 16               | 18               | 34               | 4                | —       | —       | —       | —       | —       |
| 1999–00      | «Мангейм»              | ДХЛ          | 15               | 4                | 4                | 8                | 10               | —       | —       | —       | —       | —       |
| 1999–00      | «Йокеріт»              | СМ-Л         | 27               | 9                | 8                | 17               | 10               | 11      | 4       | 4       | 8       | 4       |
| 2000–01      | «Ак Барс»              | Росія        | 32               | 18               | 17               | 35               | 41               | 4       | 1       | 3       | 4       | 0       |
| 2001–02      | «Ак Барс»              | Росія        | 50               | 16               | 26               | 42               | 32               | 11      | 2       | 5       | 7       | 10      |
| 2002–03      | «Ак Барс»              | Росія        | 44               | 12               | 16               | 28               | 14               | 2       | 0       | 1       | 1       | 2       |
| 2003–04      | «Ак Барс»              | Росія        | 43               | 12               | 14               | 26               | 12               | 5       | 0       | 3       | 3       | 2       |
| 2004–05      | «Сєвєрсталь»           | Росія        | 29               | 7                | 8                | 15               | 6                | —       | —       | —       | —       | —       |
| 2004–05      | «Хімік» (Воскресенськ) | Росія        | 6                | 0                | 1                | 1                | 2                | —       | —       | —       | —       | —       |
| 2005–06      | «Крила Рад» (Москва)   | Росія-2      | 44               | 15               | 16               | 31               | 40               | 17      | 4       | 3       | 7       | 14      |
| 2006–07      | «Крила Рад» (Москва)   | Росія        | 25               | 9                | 13               | 22               | 26               | —       | —       | —       | —       | —       |
| 2006–07      | «Сєвєрсталь»           | Росія        | 20               | 3                | 6                | 9                | 0                | 3       | 0       | 0       | 0       | 2       |
| 2007–08      | «Хімік» (Воскресенськ) | Росія-2      | 4                | 1                | 2                | 3                | 16               | —       | —       | —       | —       | —       |
| Усього в НХЛ | Усього в НХЛ           | Усього в НХЛ | 112              | 42               | 49               | 91               | 26               | 4       | 0       | 0       | 0       | 0       |

### Збірна
| Рік                | Команда            | Турнір             | Місце              |    | І | Г | П  | О  | ШХ |
| ------------------ | ------------------ | ------------------ | ------------------ | -- | - | - | -- | -- | -- |
| 1989               | СРСР               | ЧС                 | 1                  | 10 | 3 | 3 | 6  | 6  |    |
| 1991               | СРСР               | ЧС                 | 3                  | 7  | 0 | 1 | 1  | 0  |    |
| 1996               | Росія              | ЧС                 | 4-е                | 8  | 4 | 4 | 8  | 4  |    |
| Національна збірна | Національна збірна | Національна збірна | Національна збірна | 25 | 7 | 8 | 15 | 10 |    |